# Ivan Ančić Dumljanin
Ivan Ančić (Lipa u Duvnu, 11. veljače 1624. – Ancona, 24. srpnja 1685.), hrvatski teološki pisac. 

## Životopis
Fra Ivan Ančić rođen je 1624. godine kod današnjeg Tomislavgrada kao sin Grgura Ančića i njegove supruge Magdalene Sučić.
Osnovnu naobrazbu stekao je vjerojatno u ramskom samostanu, u kojem je 1643. zaređen kao franjevac. Gimnaziju je pohađao u Velikoj, filozofsko-teološki studij završio je u Cremoni (tri godine), Bressanoni (1650. – 1651.) i Napulju (1651. – 1653.). 
U Asizu započinje 1676., a u Loretu dovršava 1677. djelo "Vrata nebeska i život vični". Iste godine tiska u Rimu "Ogledalo misničko". Pisao "dumanskim" ikavsko-štokavskim jezikom, služeći se latinicom u kojoj su prepoznatljivi elementi bosančice. Njegovi prijevodi s latinskog su i danas rječiti primjeri dobrog poznavanja ovoga jezika.
Osim tiskanih njegovih djela, sačuvana su i dva opširnija u rukopisu. Prvi je autobiografskog karaktera (napisan 1679.), a drugi je izvješće o stanju Bosne Srebrene (1680.).
Svoj jezik, rimokatoličku crkvu u Bosni, ćirilicu... zove ilirskim imenom, a prvi je od bosanskih franjevaca koji je počeo pisati latinicom. U djelu Vrata nebeska, i xivot viçchni pisano glagoljicom, samo je naslovnica na latinici. Tu piše između ostaloga: i nakorist carkve Illiricke.

## Djela
- "Vrata nebeska i život vični",
- "Ogledalo misničko",
- "Svitlost karstianska i naslagaye duovno"
- "Blago oprosta" (na latinskom, po Gašparu Vinjaliću).